# Sit cellagroc

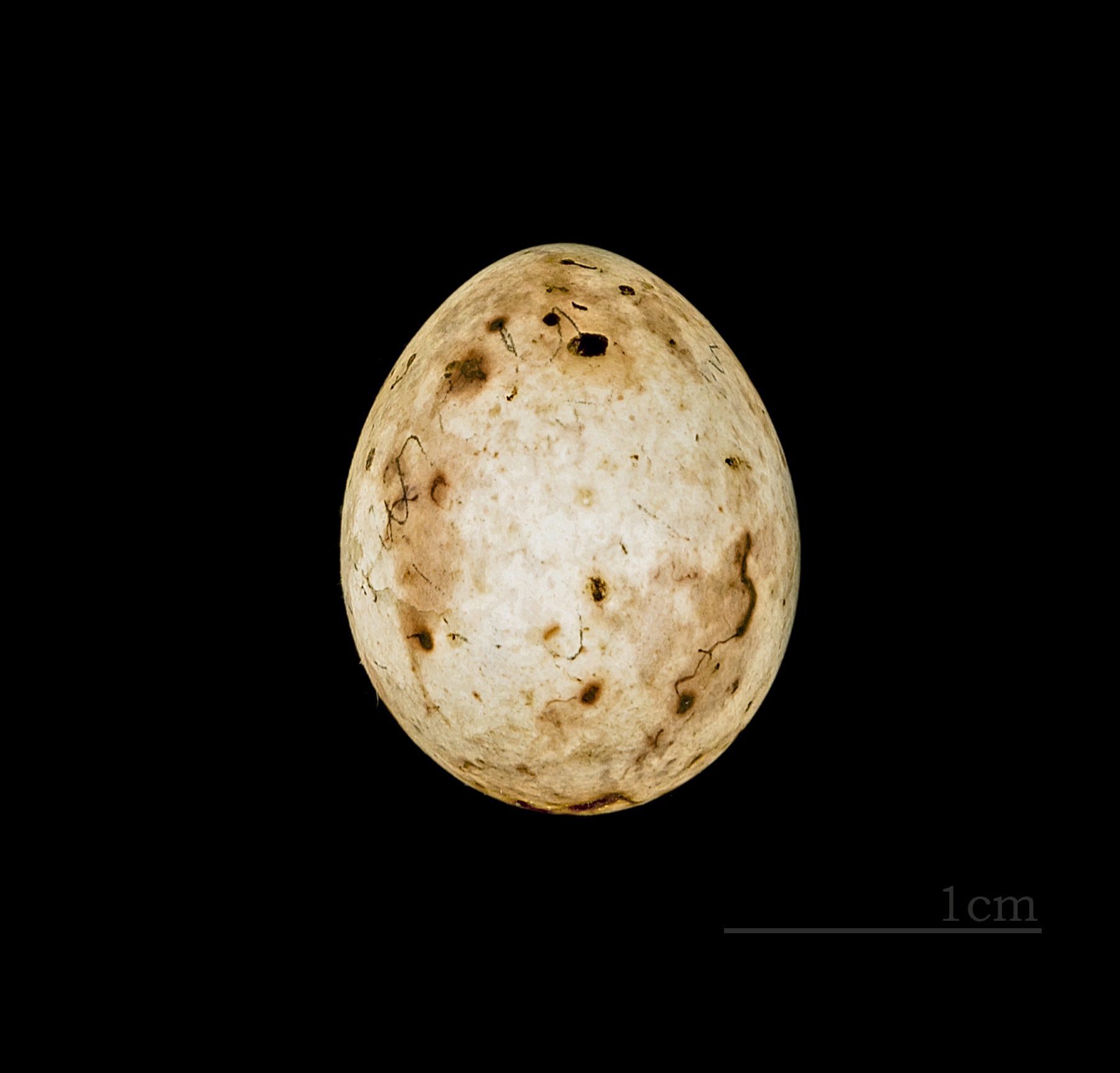
Emberiza chrysophrys

El sit cellagroc (Emberiza chrysophrys) és una espècie d'ocell de la família dels emberízids (Emberizidae) que habita la taigà de Sibèria central, a la regió del Llac Baikal i Iakútia central. Passa l'hivern al l'est de la Xina.